# Eric Ekholm
Eric Alphonso Ekholm, född 31 maj 1906 i Stockholm, död 21 augusti 1969 i Stockholm, var en svensk musiker (gitarr).
Ekholm var medlem i Håkan von Eichwalds orkester. Han medverkade också i några filmroller som musiker. 

## Filmografi
- 1941 – Hem från Babylon